# Transistor d'efecte camp

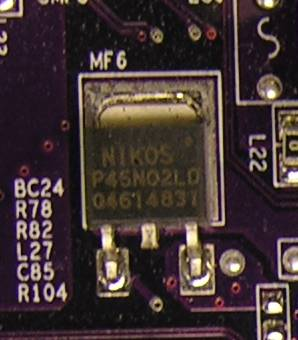
Transistor d'efecte camp "N-channel"

El transistor d'efecte camp (Field-Effect Transistor o FET, en anglès) és en realitat una família de transistors que es basen en el camp elèctric per controlar la conductivitat d'un "canal" en un material semiconductor. Els FET, com tots els transistors, poden plantejar-se com a resistències controlades per voltatge.
La majoria dels FET estan fets usant les tècniques de processament de semiconductors habituals, emprant l'oblia monocristal·lina semiconductora com la regió activa, o canal. La regió activa dels TFTs (thin-film transistors, o transistors de pel·lícula fina), per altra banda, és una pel·lícula que es diposita sobre un substrat (usualment vidre, ja que la principal aplicació dels TFTs és les pantalles de cristall líquid o LCDs).

## Tipus de transistors d'efecte camp
Podem classificar els transistors d'efecte camp segons el mètode d'aïllament entre el canal i la porta:
- El MOSFET (Metal-Oxide-Semiconductor Field-Effect Transistor) usa un aïllant (normalment SiO₂).
- El JFET (Junction Field-Effect Transistor) usa una unió p-n.
- El MESFET (Metal-Semiconductor Field Effect Transistor) usa una barrera Schottky
- En el HEMT (High Electron Mobility Transistor), també anomenat HFET (heterostructure FET), la banda de material dopada amb "buits" forma l'aïllant.
- En el FinFET (acrònim de fin field-effect transistor) és un tipus de transistor d'efecte de camp en tecnologia 3D.
- GAAFET (acrònim de gate-all-around FET) o transistor FET de porta envoltada és similar al concepte de FinFET.

La característica dels TFT que els distingeix, és que fan ús del silici amorf o del silici policristal·lí.